# Glückliche Reise – Fidschi-Inseln
Glückliche Reise – Fidschi-Inseln ist ein deutscher Fernsehfilm von Hermann Leitner. Die Produktion des elften Teils der Fernsehreihe Glückliche Reise erfolgte im Juni 1992 auf Fidschi. Der Film hatte seine Premiere am 9. Januar 1993 auf ProSieben.

## Besetzung
Die Flugzeugbesatzung besteht aus Kapitän Viktor Nemetz (Juraj Kukura), seinem Co-Piloten Rolf Erhardt (Volker Brandt) sowie den Stewardessen Verena Bernsdorf (Anja Kruse), Sabine Möhl (Alexa Wiegandt) und Martina Mikorey (Dana Geissler). Die Reiseleiter Sylvia Baretti und Andreas von Romberg werden von Conny Glogger und Thomas Fritsch gegeben. Als Gastdarsteller sind Julia Biedermann, Jochen Schroeder, Arthur Brauss, Heinz Schenk und Wolfgang Spier zu sehen. 

## Handlung
Bauunternehmer Eichinger hat Konkurs gemacht und wurde von seiner Frau verlassen. Die Reise zu den Fidschi-Inseln hat er angetreten, weil sein Ticket schon bezahlt war. Stewardess Martina tröstet ihn über seinen Liebeskummer hinweg und der kommissarische Reiseleiter Andreas, der auf Fidschi Beziehungen hat, arrangiert ein Treffen mit einem einheimischen Planungsleiter. Eichinger kann seine Ideen für eine neue Feriensiedlung vorstellen.
Die mitreisenden Gastwirte Rainer Schnell und Fritz Schneck können sich zunächst gar nicht leiden. Während Rainer auf Grund einer Prophezeiung davon überzeugt ist, dass ihn auf Fidschi sein Schicksal ereilen wird, macht sich Fritz über seinen wehleidigen Mitreisenden lustig. Als sich jedoch bei einer mehrtägigen Inselkreuzfahrt der einheimische Koch verletzt, übernehmen beide mit großer Begeisterung die Verpflegung der Reisenden. Schließlich planen sie sogar eine gemeinsame berufliche Zukunft.
Gerd Helmer scheint in Geld zu schwimmen und liest seiner hübschen Freundin Marita jeden Wunsch von den Augen ab. Rolf Erhardt erkennt ihn allerdings auf einem Phantombild wieder, das nach einem Banküberfall in Frankfurt angefertigt wurde. Entlarvt möchte Gerd zunächst fliehen, begibt sich aber dann reumütig in die Hände der Polizei.